# Meoqui
Meoqui è una municipalità dello stato di Chihuahua, nel Messico settentrionale, il cui capoluogo è la località di Pedro Meoqui.
Conta 43.833 abitanti (2010) e ha una estensione di 429,12 km².  	
Il paese deve il suo nome a Pedro Meoqui, generale durante l'intervento francese in Messico.